# Лишь под крестом…
«Лишь под крестом, лишь под этим знаком / Польша будет Польшей, а поляк будет поляком» (пол. Tylko pod krzyżem, tylko pod tym znakiem / Polska jest Polską, a Polak Polakiem) — слегка изменённый куплет из стихотворения Кароля Балинского «Братское слово Мохортскому певцу» 1856 года, с патриотически-религиозным содержанием, имеющий хождение в польском религиозном и политическом дискурсе со второй половины XIX века до наших дней. Его ошибочно приписывают Адаму Мицкевичу, но на самом деле он не фигурирует ни в одном из произведений поэта. В этом куплете выражена точка зрения на неразрывную связь польской идентичности («польскости») и католицизма (стереотип поляка-католика). Он используется как в религиозных проповедях, так и в политических декларациях. Также часто наносится на польских сувенирах религиозно-политической направленности. В оригинале этот куплет звучит так:

Bo tylko pod tym przenajświętszym znakiem
Polska jest Polską i Polak Polakiem

## История

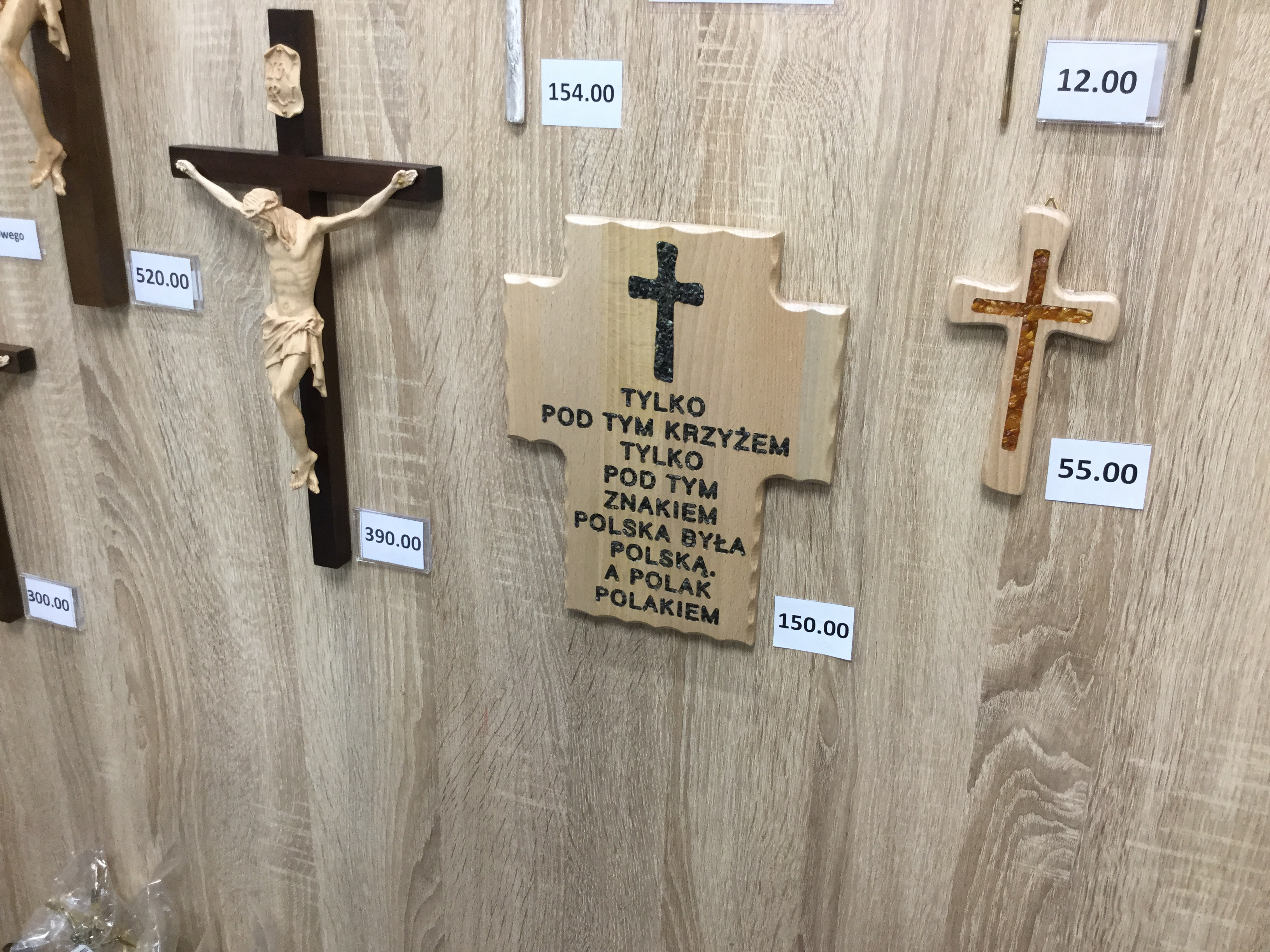
Крест со стихом в магазине религиозных товаров

Это двустишие часто ошибочно приписывают Адаму Мицкевичу (например, в «Книги польского народа и польское паломничество»). Однако рифма «поляком/знаком» встречается в творчестве этого поэта лишь один раз, в III части «Дзядов», где в строках 205 и 206 есть фраза: «Являюсь христианином и поляком / Приветствую вас Крестом и Погони знаком» (пол. Chrześcijaninem jestem i Polakiem / Witam cię Krzyża i Pogoni znakiem). Один из ранних источников, в котором есть куплет «Лишь под крестом…» появляется в печати, был «Пшеглёнд Львовский» 1876 года, в котором он фигурирует как записка одного из дарителей. В 1879 году ее процитировал (как произведение анонимного автора) Эдвард Подольски, автор брошюры под названием «Пий IX, защитник Польши».

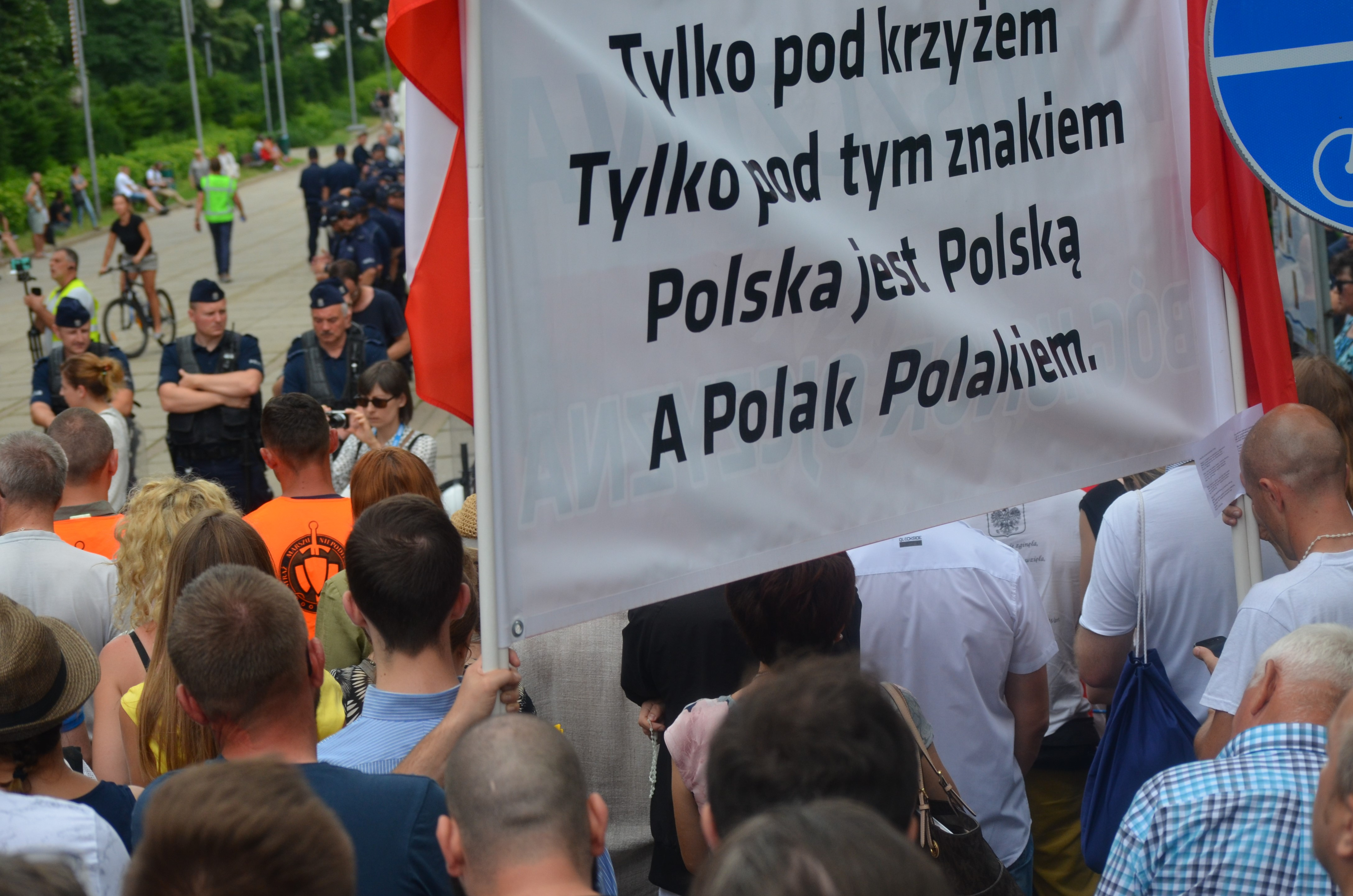
Активисты католических и националистических организаций на Ясной Горе в Ченстохове (2019)

Во время военного положения (1981—1983) он использовался для выражения сопротивления коммунистическим властям — в этот период его использовали, например, как часть пасхального украшения могилы Христа. В то время в одном из костёлов в Скерневицах была помещена могила, рядом с которой находился «якорь» «Сражающейся Польши» и рассматриваемый стих .
В наши дни этот лозунг также используется в политической риторике. В 1990 году во время парламентских дебатов о восстановлении орла — герба польской короны депутат Марек Юрек предложил разместить крест на вершине короны, обосновав такое изменение рассматриваемым двустишием. Эта рифма появилась в дискуссиях, сопровождавших спор о крестах, стоящих на так называемом гравийном карьере на месте бывшего нацистского лагеря Освенцим-Биркенау (спор длился в 1998—1999 годах). Куплет также цитировался в контексте спора 2010 года по поводу креста перед Президентским дворцом в Варшаве, установленного там после авиакатастрофы в Смоленске. В этом контексте его цитировал Януш Снядек, депутат и председатель профсоюза «Солидарность» в 2011 году.